# Яргара
Яргара (рум. Iargara) — місто в Леовському районі Молдові. Залізнична станція на лінії Бессарабський-Прут. До складу комуни також входить село Мешень.

## Історія
У часи МРСР тут працював радгосп-завод аграрно-промислового об'єднання винсовгоспів «Молдоввинпром»; елеватор.